# 행성 문명

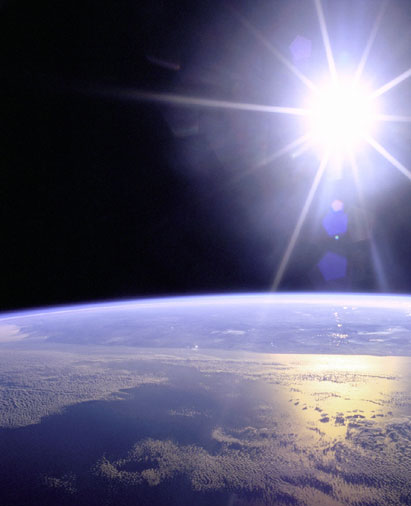
행성 문명 또는 I형 문명은 전 지구적인 세계 문명으로, 과학과 이성을 통해 기능하는 관대한 전 지구적 세계 사회를 갖추고 있으며, 이웃 별에서 유입되는 모든 에너지(지구의 경우 약 10^{17} 와트)를 소비할 수 있는 문명이다.

행성 문명(行星文明, 영어: planetary civilization) 또는 세계 문명(世界文明, 영어: global civilization)은 카르다쇼프 척도에서 I형 문명이다. 이러한 유형의 문명은 항성 에너지와 같은 재생 가능한 에너지원은 물론, 핵융합과 같은 강력하고 재생 불가능한 에너지원에도 의존할 가능성이 높다. I형 문명의 에너지 소비 수준은 지구의 태양 복사량(1016~1017 와트)보다 약 103배 더 높다.

## 같이 보기
- 카르다쇼프 척도
- 니콜라이 카르다쇼프

## 더 읽을거리
- Kaku, Michio (2011). 《Physics of the Future: How Science will Shape Human Destiny and our Daily Lives by the Year 2100》. New York: Doubleday. LCCN 2010026569.